# أندريا رودريغوس
أندريا رودريغوس (بالإنجليزية: Andrea Rodrigues)‏ (6 يناير 1990 بسانت بيترسبرغ في الولايات المتحدة - ) هي لاعبة كرة قدم أمريكية في مركز الدفاع. شاركت مع منتخب البرتغال لكرة القدم للسيدات.

## وصلات خارجية
- أندريا رودريغوس على موقع الاتحاد الأوربي (الإنجليزية)
- أندريا رودريغوس على موقع قاعدة بيانات كرة القدم.إي يو (الإنجليزية)